# بهادر هزی‌اف
بهادر هزی‌اف (ترکی آذربایجانی: Bahadur Həziyev؛ زادهٔ ۲۶ مارس ۱۹۹۹) بازیکن فوتبال است.
وی همچنین در تیم ملی فوتبال زیر ۱۹ سال جمهوری آذربایجان بازی کرده‌است.